# George R. Lunn

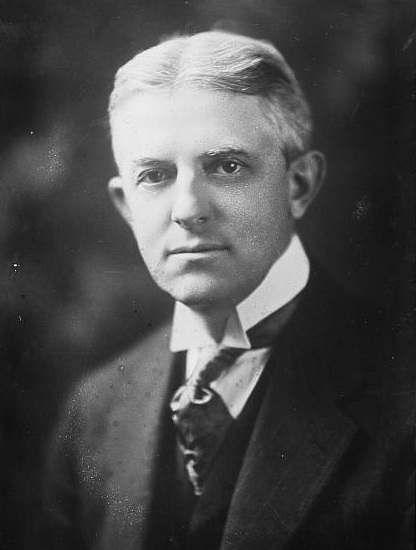
George R. Lunn

George Richard Lunn (* 23. Juni 1873 nahe Lenox, Taylor County, Iowa; † 27. November 1948 in Rancho Santa Fe, San Diego County, Kalifornien) war ein US-amerikanischer Soldat, Pfarrer und Politiker (Demokratische Partei).

## Werdegang
George Richard Lunn besuchte die Schulen in Lenox und Des Moines (Iowa). Dann graduierte er 1897 am Bellevue College in Bellevue (Nebraska). Während des nachfolgenden Spanisch-Amerikanischen Krieges bekleidete er den Dienstgrad eines Corporals in der Kompanie I, 3. Nebraska Regiment. Nach dem Ende des Krieges setzte er sein Studium an den Universitäten von Princeton und Columbia fort. Dann graduierte er 1901 an der Union Theological Seminary (UTS) in New York City. Anschließend war er zwischen 1901 und 1914 als Pfarrer in Brooklyn und Schenectady (New York) tätig.
Lunn verfolgte auch eine politische Laufbahn. Er war in den Jahren 1912, 1913, 1916 und 1917 Bürgermeister von Schenectady. Während dieser Zeit wurde er in den 65. US-Kongress gewählt, erlitt jedoch bei seinem Wiederwahlversuch in den 66. US-Kongress eine Niederlage. Er war im US-Repräsentantenhaus vom 4. März 1917 bis zum 3. März 1919 tätig. Danach bekleidete er von 1920 wieder den Posten des Bürgermeisters von Schenectady, eine Stellung, die er bis zu seinem Rücktritt am 1. Januar 1923 innehatte. 1920 kandidierte er außerdem für den Senat, aber verlor in den Vorwahlen gegen Harry C. Walker. Ferner nahm er als Delegierter an den Democratic National Conventions in den Jahren 1920, 1924, 1928, 1932 und 1936 teil. Während dieser Zeit war er zwischen 1923 und 1924 Vizegouverneur von New York. Danach wurde er 1925 zum US-Kommissar im Staate New York ernannt, eine Stellung, die er bis 1942 innehatte, als er aus gesundheitlichen Gründen zurücktreten musste.
Lunn verstarb 1948 in Rancho Santa Fe (Kalifornien) und wurde auf dem Forest Lawn Cemetery in Los Angeles beigesetzt.